# Arménio Vieira
Arménio Adroaldo Vieira e Silva (Praia, Santiago, 29 de janeiro de 1941) é um jornalista e escritor da língua portuguesa cabo-verdiano.

## Biografia
Elemento activo da geração de 1960, colaborou em SELÓ - folha dos novíssimos, Boletim de Cabo Verde, revista Vértice (Coimbra), Raízes, Ponto & Vírgula, Fragmentos, Sopinha de Alfabeto, entre outras publicações. Foi redactor do extinto jornal Voz di Povo.
Em 1981 lançou o livro Poemas.
Foi o primeiro Cabo-verdiano, em 2009, a vencer o Prémio Camões.
Em Junho de 2013 publicou O Brumário e Derivações do Brumário. Início de uma série com "versos livres, notas poéticas e miscelâneas".
Em 2021, pela primeira vez um livro seu foi publicado no Brasil por uma editora brasileira. O livro, intitulado Safras de um Triste Outono, foi semifinalista do Prêmio Oceanos do ano seguinte.
Em 2023, tornou-se um dos jurados internacionais do Prémio Internacional Pena de Ouro.

## Publicações
- 1981 - Poemas - África Editora - Colecção Cântico Geral. - Lisboa - poemas.
- 1990 - O Eleito do Sol - Edição Sonacor EP - Grafedito - Praia - novela.
- 1998 - Poemas (reedição) - Ilhéu Editora - Mindelo - poemas.
- 1999 - No Inferno - Centro Cultural Português - Praia e Mindelo - romance.
- 2006 - MITOgrafias - Ilhéu Editora - Mindelo - poemas.
- 2009 - O Poema, a Viagem, o Sonho - Editorial Caminho - Lisboa - poemas.
- 2013 - O Brumário
- 2013 - Derivações do Brumário
- 2014 - Fantasmas e Fantasias do Brumário
- 2021 - Safras de um Triste Outono - Casa Brasileira de Livros/Rosa de Porcelana Editora - Rio Pardo/Praia - poemas[4][5]

## Curiosidades
Três poemas seus (Lisboa - 1971, Quiproquo e Ser tigre), encontram-se no CD Poesia de Cabo Verde e sete poemas de Sebastião da Gama, de Afonso Dias.